# Grillskärets naturreservat
Grillskärets naturreservat är ett naturreservat i Östhammars kommun i Uppsala län.
Området är naturskyddat sedan 1974 och är 25 hektar stort. Reservatet omfattar ön Grillskäret och består av strandängar, kala hällar och barrskogar.